# Chief Kuva Likenye
Chief Kuva Likenye est un chef Bakweri, né entre 1805 et 1815, et mort en exil en 1895, héros de la résistance contre la colonisation allemande sur les côtes du Cameroun.

## Biographie

### Meneur de la guerre de 1891 et de la victoire des Bakweris
La première guerre des Allemands de 1891 a pour principales causes occuper la région située autour du Mont Fako dans un Kamerun devenu protectorat allemand depuis 1884 et aussi tenter d'écraser le chef Kuva Likenye qui, selon le gouverneur von Schuckmann, trouble la paix de la montagne et provoque des soulèvements entre les tribus de la montagne. À cause de Kuva, la population de Buéa menace même de s'attaquer à la ville de Victoria. Un petit bio est en Njeuma 1999

### Déroulement de la guerre
Le 5 novembre 1891, une force d'expédition allemande conduite par Karl von Gravenreuth et le lieutenant von Stetten est envoyée pour dompter le peuple de la montagne. Dans le contingent se trouvaient aussi des soldats du Dahomey, du Togo et de la Sierra Leone.
Lorsque Kuva apprend l'imminente attaque par les forces allemandes, il prépare 400 hommes à combattre l'envahisseur. Les forces allemandes et Bakweri se heurtent de manière mémorable dans le ravin de Minonge. Les forces de Kuva Likenye prennent le dessus et contrecarrent l'avancée allemande dans Buéa.

#### Bilans
Le commandant von Gravenreuth est tué et le lieutenant von Stetten est blessé. 
Prises de panique, les forces d'expéditions allemandes fuient à travers la montagne et se dirigent vers la côte de Mboko, puis, retournent à Victoria. 
Des sources historiques occidentales affirment que Gravenreuth est la seule victime de cette expédition, la légende Bakweri enseigne que six Allemands ont perdu leurs vies et que leurs crânes sont dans un tombeau secret dans le village de Wondongo à Buea.

#### Conséquences
Pendant les trois années qui suivaient les Bakweris vont maintenir les Allemands à la baie d'Ambas pour prévenir toute implantation au cœur de leur territoire.

#### La revanche des Allemands de 1894
Apres la défaite face aux hommes de Kuva Likenye, les Allemands planifient une nouvelle stratégie de combat qui consiste a isoler le chef Bakweri et couper ses sources d'approvisionnement en armes. 
En décembre 1894, une nouvelle force allemande mieux préparée et lourdement armée lance une attaque sur la ville de Buea. Désarmé, le chef Kuva Likenve bat en retraite dans le village d'Ewonda et envoie des agents à Momongo acheter des armes. Les armes n'arriveront jamais. Conscient de la supériorité des forces allemandes, Kuva va en exil dans le village Wonva Mokumba où il tombe malade et meurt quelque temps après.
En avril 1895, un traité de paix imposé aux Bakweri est signe par leur représentant Chief Endeley, le frère de Kuva. Le traité est qualifié de « traité de paix brutal ». 
La victoire de 1891 n'a fait que ralentir la conquête de l’intérieur du territoire.

### Sépultures
Une tombe en hommage à Kuva se trouve à Buéa. Les soldats allemands sont enterrés avec honneur à Kamerun Stadt (Douala).